# John Nuckolls
John Hopkins Nuckolls (* 17. November 1930 in Chicago) ist ein US-amerikanischer Physiker.
Nuckolls studierte am Wheaton College (Bachelor 1953) und an der Columbia University (Master 1955). Ab 1955 war er am Lawrence Livermore National Laboratory, wo er ab 1965 stellvertretender Abteilungsleiter war und ab 1975 stellvertretender Leiter des Laserfusions-Programms. 1983 war er stellvertretender Leiter der Physikabteilung des Labors und 1988 bis 1994 Direktor des Labors. Danach war er dort Associate Director at Large.
In Livermore befasste er sich vor allem mit Trägheitsfusion mit Hilfe von Lasern. 1972 publizierte er mit Kollegen in Nature einen Artikel, in dem diese Überlegungen erstmals öffentlich gemacht wurden. Ursprünglich entstanden die Forschungen aus Bemühungen, Wasserstoffbomben möglichst klein zu machen, woran Nuckolls und John Lindl seit den 1950er Jahren an führender Stelle beteiligt war.
1969 erhielt er den Ernest-Orlando-Lawrence-Preis für die Entwicklung von Wasserstoffbomben insbesondere für das Plowshare Programm (Anwendung in Erdarbeiten) und der Entwicklung von Techniken ihre Wechselwirkung mit dem Untergrund zu berechnen.
1981 erhielt er den James-Clerk-Maxwell-Preis für Plasmaphysik, 2024 den Enrico-Fermi-Preis.

## Schriften (Auswahl)
- John Nuckolls, Lowell Wood, Albert Thiessen, George Zimmerman: Laser Compression of Matter to Super-High Densities: Thermonuclear (CTR) Applications. In: Nature. Band 239, Nr. 5368, September 1972, S. 139–142, doi:10.1038/239139a0 (englisch).
- John H. Nuckolls: The feasibility of inertial‐confinement fusion. In: Physics Today. Band 35, Nr. 9, September 1982, S. 24–31, doi:10.1063/1.2915258 (englisch).
- J H Nuckolls: Contributions to the Genesis and Progress of ICF. Februar 2006 (osti.gov).